# Ołeksandr Nartow
Ołeksandr Nartow, ukr. Олександр Нартов (ur. 21 maja 1988) – ukraiński lekkoatleta, skoczek wzwyż.

## Osiągnięcia
- 2 srebrne medale mistrzostw świata juniorów młodszych (Sherbrooke 2003 & Marrakesz 2005)
- złoto mistrzostw Europy juniorów (Hengelo 2007)
- brąz Uniwersjady (Bangkok 2007)
- srebrny medal młodzieżowych mistrzostw Europy (Kowno 2009)
- 6. miejsce podczas mistrzostw Europy (Barcelona 2010)

W 2008 Nartow reprezentował Ukrainę podczas igrzysk olimpijskich w Pekinie, 39. miejsce w eliminacjach nie dało mu awansu do finału.

## Rekordy życiowe
- skok wzwyż (stadion) – 2,31 (2012)
- skok wzwyż (hala) – 2,30 (2007)